# Serinda Swan
Serinda G Swan (Vancouver (British Columbia), 11 juli 1984) is een Canadese actrice die bekend werd door diverse gastrollen in televisieseries. Van 2019 tot 2022 speelde ze de hoofdrol in de serie Coroner.

## Carrière
Serinda Swan is gaan acteren doordat haar moeder ook actrice was. Haar moeder had een rol in de film Cousins en nam haar regelmatig mee naar de set. Ze kreeg haar eerste rol met tekst in 2006 in de tv-serie Supernatural. Na een reeks kleine gastrollen kreeg ze haar eerste vaste rol in de serie Breakout Kings, waarin ze de voormalige bounty hunter Erica Reed speelt. In 2008 verscheen ze ook in de videoclip van het nummer "So Happy" van de band Theory of a Deadman. In 2011 werd ze door Maxim gekozen als #95 in de "2011 Hot 100"-lijst.

## Filmografie
- International Standard Name Identifier: 0000 0004 3482 2547
- Library of Congress Control Number: no2014071263
- Virtual International Authority File: 309564026
- WorldCat: E39PBJgCQ3qwjtX4RQ7HtDkv73